# Johanna Heldin
Johanna Maria Heldin (Uppsala, 29 agosto 1994) è una giocatrice di curling svedese.

## Palmarès

### Olimpiadi
- Bronzo a Pechino 2022;[1]

### Mondiali
- Argento a Silkeborg 2019;

### Europei
- Oro a Helsingborg 2019;
- Oro a Tallinn 2018;
- Argento a Lohja 2024;
- Argento a Lillehammer 2021;